# Nawal Mlanao
Nawal Mlanao, född 1965, är en komorisk musiker som med sitt band Nawal Trio blivit en av landets första artister att nå en större publik utanför ögruppen. Bandet spelar en akustisk fusion med rötterna i traditionell komorisk musik.
Nawal Mlanao sjunger, företrädesvis på komoriska (komorisk swahili) och franska, spelar gitarr och gambusi. Förutom henne består bandet av Idriss Mlanai på kontrabas och Melissa Cara Rigoli på mbira och trummor.

## Diskografi
- Kweli (2001)
- Aman (2007)